# Sloveense volleybalploeg (mannen)
De Sloveense herenvolleybalploeg is het team dat Slovenië vertegenwoordigt bij internationale wedstrijden. Het nationale team valt onder de Sloveense Volleybal Federatie.

## Selectie
Trainer/Coach: Iztok Ksela ( SLO)
| No. | Naam             | Club                    | Land |
| --- | ---------------- | ----------------------- | ---- |
| 2   | Matej Vidič      | Astec Triglav           | SLO  |
| 3   | Dejan Vinčič     | Salonit Anhovo          | SLO  |
| 4   | Dragan Radovič   | VC Lennik               | BEL  |
| 5   | Rok Satler       | Autocommerce Bled       | SLO  |
| 6   | Jernej Potočnik  | SK Aich-Dob             | AUT  |
| 7   | Davor Čebron     | Autocommerce Bled       | SLO  |
| 9   | Mitja Pleško     | Autocommerce Bled       | SLO  |
| 12  | Sebastijan Škorc | Autocommerce Bled       | SLO  |
| 13  | Saša Gadnik      | Agnelli Metalli Bergame | ITA  |
| 14  | Tine Urnaut      | Autocommerce Bled       | SLO  |
| 15  | Mitja Gasparini  | Autocommerce Bled       | SLO  |
| 16  | Alan Pajenk      | Stavbar IGM             | SLO  |
| 17  | Alan Komel       | Salonit Anhovo          | SLO  |
| 18  | Andrej Flajs     | Beauvais                | FRA  |